# Chlorophorus niehuisi
Chlorophorus niehuisi là một loài bọ cánh cứng trong họ Cerambycidae.